# Palpomyia catarinensis
Palpomyia catarinensis är en tvåvingeart som beskrevs av Lane 1960. Palpomyia catarinensis ingår i släktet Palpomyia och familjen svidknott. Inga underarter finns listade i Catalogue of Life.